# Snowed In (cinesseriado)
Snowed In é um seriado estadunidense de 1926, gênero drama, dirigido por Spencer Gordon Bennet, em 10 capítulos, estrelado por Allene Ray e Walter Miller. Foi produzido e distribuído pela Pathé Exchange, e veiculou nos cinemas estadunidenses entre 4 de julho e 5 de setembro de 1926.
Este seriado é considerado perdido.

## Elenco
- Allene Ray - Shirley Kane
- Walter Miller - David Sheridan
- Frank Austin - J.B. Swinnerton
- Tom London - Thayer (creditado Leonard Clapham)
- Harry Martell - Dr. Byrd (creditado Harrison Martell)
- Charles West - Harron
- J.F. McCullough - Howard Kane
- Wally Oettel
- John Webb Dillon
- Natalie Warfield
- Ben Walker
- Bert Appling
- George Magrill
- Albert Kingsley

## Capítulos
1. Storm Warnings
2. The Storm Starts
3. The Coming of Redfield
4. Redfield Strikes
5. Buried
6. The Enemy's Stronghold
7. The Trap
8. Thieves' Honor
9. Daybreak
10. The End of Redfield

## Seriado no Brasil
Snowed In estreou no Brasil em 2 de fevereiro de 1927, no Teatro São Pedro, em São Paulo, pelo “Programa Matarazzo”, sob o título “No Deserto de Neve”.